# Bengt Collini
Bengt Henric Emanuel Collini, född 3 maj 1917 i Örebro, död 21 oktober 2003 i Uppsala domkyrkoförsamling, var en svensk geolog.
Collini blev filosofie licentiat 1943, var laborator i marklära vid Lantbrukshögskolan 1949–1963, i sedimentpetrografi vid Uppsala universitet 1963–1969, biträdande professor 1969 och professor 1979–1983. Han var gästprofessor vid University of Nairobi i Kenya 1970 och 1971 samt blev filosofie hedersdoktor i Uppsala 1983. Han var ordförande i Geologiska Föreningen 1956. Collini är gravsatt på Uppsala gamla kyrkogård.